# 绢毛高翠雀花
绢毛高翠雀花（学名：Delphinium elatum var. sericeum）是毛茛科翠雀属高翠雀花的变种。分布于欧洲、西伯利亚以及中国大陆的新疆等地，生长于海拔1,890米至2,100米的地区，常生长在山地草坡，目前尚未由人工引种栽培。